# Cristian (Sibiu)
Cristian (en alemany: Grossau; en hongarès: Kereszténysziget) és una comuna situada al comtat de Sibiu, Transsilvània (Romania). Està compost per un sol poble, Cristian, situat al Cibin. El poble va ser fundat l'any 1223 per colons alemanys.

## Cultura i recreació
Al segle xiii es va construir una església fortificada medieval a Cristian (només se'n conserva la torre romànica; el volum principal és de la dècada de 1490 i és d'estil gòtic). Està envoltada per una muralla amb diverses torres. L'església va ser declarada monument històric, i també una altra església ortodoxa anomenada "Buna Vestire", construïda el 1790. També hi ha un museu del poble.

## Galeria

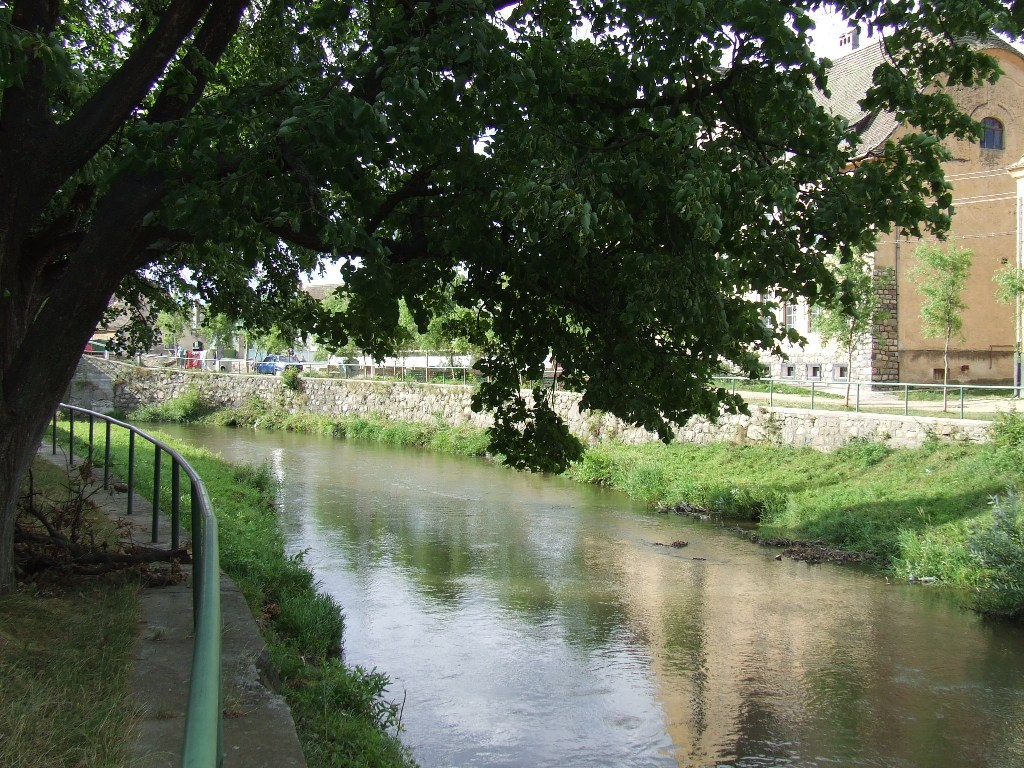
Riu Cibin
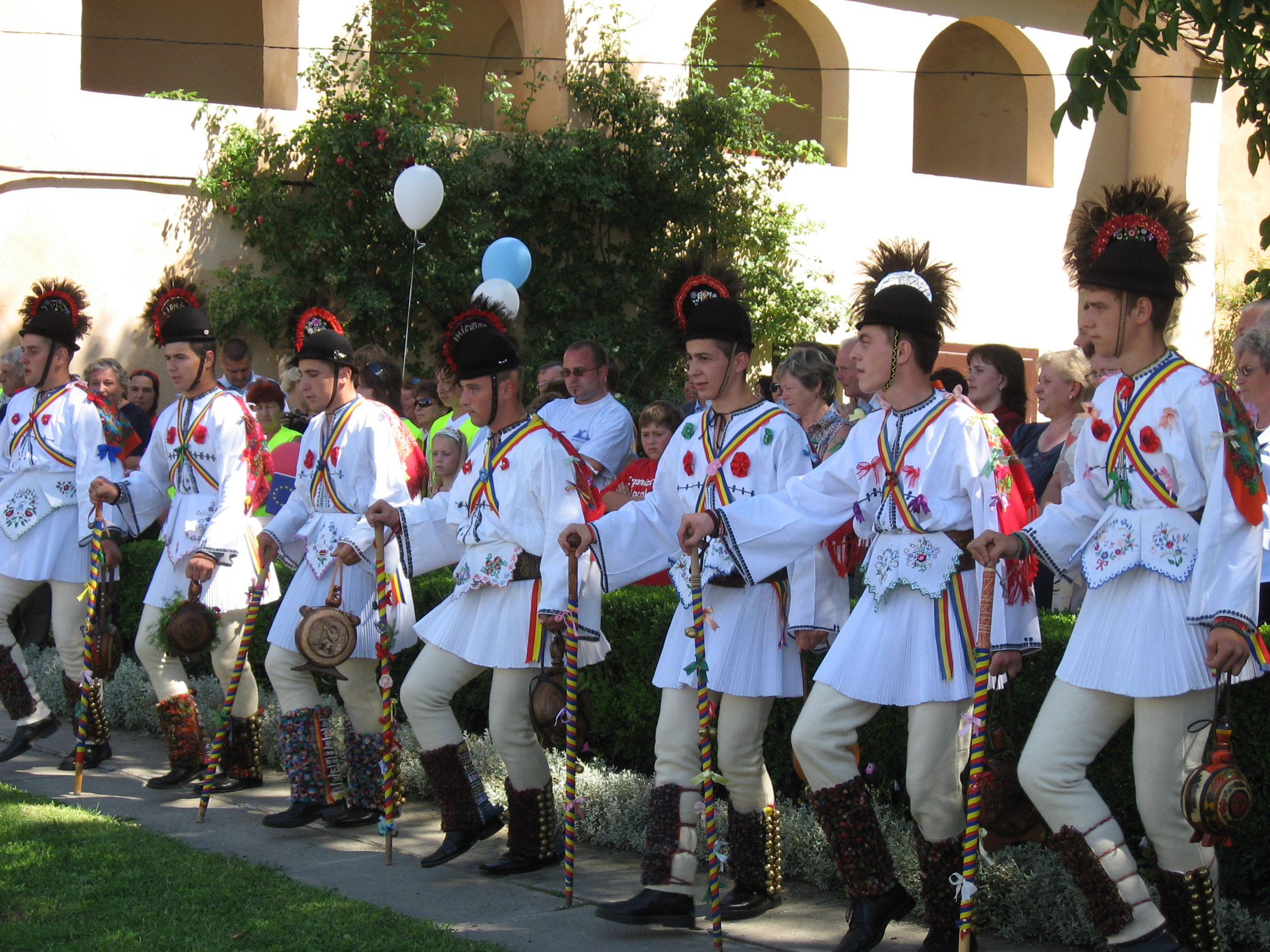
Călușari
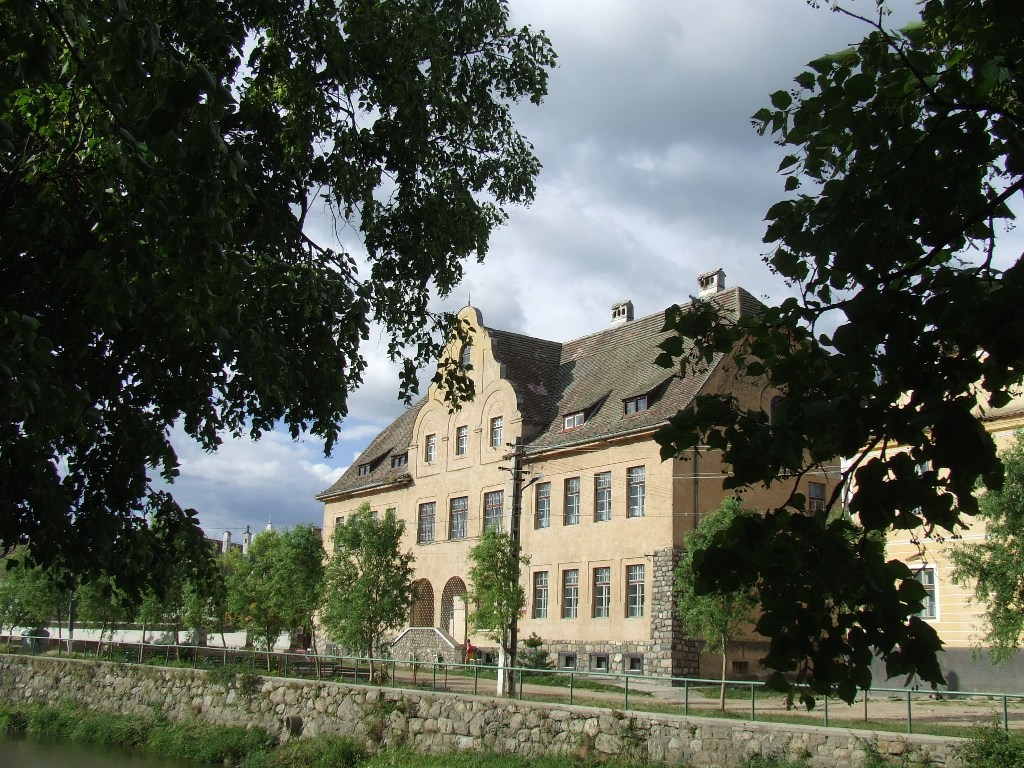
L'escola